# София Монферратская
София Монферратская (1399, Казале-Монферрато, Пьемонт — 21 августа 1434, Турин) — византийская императрица в 1425—1426 годах, вторая супруга императора Иоанна VIII Палеолога.

## Жизнь
Дочь Теодоро II Палеолога, маркиза Монферрата, и его второй жены Жанны де Бар. Через своего отца София состояла в кровном родстве с правящей византийской династии Палеологов.
26 января 1404 года София была обручена с Филиппо Мария Висконти, сыном герцога Милана Джана Галеаццо Висконти и его второй жены Катерины Висконти. Брачный договор был в конечном итоге был разорван.
19 января 1421 года София вышла замуж за Иоанна VIII Палеолога, старшего выжившего сына Мануила II Палеолога и Елены Драгаш. В то время он был соправителем своего отца. Сведения о браке были записаны в хрониках Дуки и Георгия Сфрандзи. Сфрандзи отметил, что свадьба прошла в соборе Святой Софии.
Мануил отправил посла на Констанцский собор, где он просил папского разрешения на брак, поскольку была проблема с обращением невесты в православие. Разрешение было предоставлено папой Мартином V.
Хотя София была очень набожной, она также считалась непривлекательной невестой по меркам своего времени. Дука описывал её следующими словами: «Великий пост спереди, Пасха сзади». Иоанн VIII, недовольный своим браком, приложил все усилия, чтобы не видеть супругу. В результате София проводила бо́льшую часть времени в Константинополе вдали от мужа.
21 июля 1425 года Мануил II умер, и Иоанн VIII стал новым императором; София стала императрицей. Тем не менее, Сфрандзи пишет, что в августе 1426 года София «бежала из города [Константинополя] и вернулась на родину», и что чуть более года спустя Иоанн VIII сделал Марию Трапезундскую своей женой. София больше не вышла замуж и умерла восемь лет спустя.